# 地域大国
地域大國或稱區域強權，指在國際關係中，一個在某個地理區域內擁有較大影響力的國家。這些國家被認為是控制某個地區安全性的關鍵國家，所掌握的影響力與實力能夠讓它們成為一地區性霸主。

## 特性
地域大國通常在某個地區具有影響力，但是通常情況下，它們的影響力還不足以影響整個世界。關於地域大國的定義目前還有一定的爭議，根據歐洲政治研究協會的定義，“地域大國是某個地理區域內在經濟上、軍事上處於主導地位，擁有控制該地區能力并在世界範圍內具有一定影響力的國家。它們運用自己的實力使自己成為，或強迫該地區其他國家承認自己是該地區的領導人。”
德國全球和區域研究所（German Institute of Global and Area Studies）認為地域大國必須具有以下特點：
1. 與該地區具有地緣性的聯繫；
2. 符合一個地域大國的形象；
3. 能夠在該地區實際思想上的影響力；
4. 在人口、經濟、軍事、政治和意識形態上具有領先地位；
5. 很高地融入該區域；
6. 對地區性安全具有較高的掌控力；
7. 能夠得到該地區其他國家，尤其是其他地域大國的接受和讚揚；
8. 能夠很好地溝通地域和全球。[2]

一些國家既可以是大國，也可以是地域大國；同樣的，一些國家也可以既是中等強國，又是地域大國。

## 目前的地域大國
以下國家是目前已經被大多數國際關係學和政治學學者、分析師或專家所認可的地域大國。這些國家在一定程度上滿足上述地域大國的標準，但是對於究竟是不是地域大國，不同的學者有不同的意見，以下並非依排名排列。

### 亞洲

#### 東亞
- 中华人民共和国[4][5][6][7][8][9]
- 日本[9][10][11][12]
- [9][13][14][15]

#### 東南亞
- 印度尼西亞[10][16][17]
- 泰國[16][17]

#### 南亞
- 印度[3][18][19][20][21]
- 巴基斯坦[3][18][22][23]

#### 中亞
- [3][18][22]

#### 西亞
- 伊朗[註 1][3][18][24][22][23]
- 以色列[註 2][3][24][25]
- 沙烏地阿拉伯[註 1][3][18][26]
- 土耳其[27][28][29][30]
- 阿联酋[31][32][33]

### 歐洲

#### 东歐
- 俄羅斯[9][11][34]

#### 西歐
- 法國[11][35][16]
- 德国[11][16][36][37]
- 英国[11][38][39]
- 義大利[40][41][42]
- 西班牙[37][40][43]

### 美洲

#### 北美洲
- 美国[44][45]
- 加拿大[44][45]

#### 中南美洲
- 墨西哥[46][47]
- 哥伦比亚[48][47]
- 巴西[49][46][47]
- 阿根廷[50][47]

### 非洲

#### 东部非洲
- 苏丹[51][52]
- 衣索比亞[51][52]
- 坦桑尼亚[16][53]

#### 南部非洲
- 安哥拉[54][55]
- 南非[3][16][53][56]

#### 中部非洲
- 刚果民主共和国[54][55]

#### 西部非洲
- 奈及利亞[54][55]

#### 北部非洲
- 埃及[2][3][57][58]
- 阿尔及利亚[59]
- 摩洛哥[57]

### 大洋洲
- [60][61]